# Sośnie
Sośnie is een dorp in het Poolse woiwodschap Groot-Polen, in het district Ostrowski (Groot-Polen). De plaats maakt deel uit van de gemeente Sośnie en telt ca. 1000 inwoners.